# プラザエクウス
プラザエクウス（Plaza Equus）は、東京都渋谷区の渋谷ビーム3階（2001年11月末までは2階も含む）にあった競馬、馬事文化の情報を発信する施設である。

## 略歴
1992年5月オープン。名称はウマの学名であるEquus caballusに由来する。運営は財団法人全国競馬・畜産振興会。実質的には中央競馬を主催する日本中央競馬会（JRA）の広報施設である。
かつては東京都のプラザエウクス渋谷、大阪府（大阪市北区茶屋町ちゃやまちアプローズ内）のプラザエクウス梅田の総称であったが、2002年にプラザエクウス梅田がJRA関西広報コーナー以外の機能を新施設であるGate J.（大阪市中央区心斎橋）に移転させて以降は、東京の施設のみをさす名称となっていた。
2008年12月28日をもって閉館し、2009年10月16日より、JRA新橋分館1階において、新たに『Gate J. SHIMBASHI』としてリニューアルオープンした。

## 施設概要
中央競馬の最新情報や競馬と馬事文化、人と馬のふれあいなどをテーマにした関係資料の展示や書籍･ビデオの閲覧、また定期的に競馬関連の公開参加型イベントを実施していた。図書室には競馬に関する書籍を閲覧することが出来、またライブラリーでは過去の重賞映像を閲覧できた。
また、施設中央にはエクウスビジョンという大型ディスプレーとそれを視聴できる座席があり、競馬開催日にはグリーンチャンネルで放送されている競馬中継や当日の結果を、平日には調教映像やビデオ特集映像が放映された。また、ビッグレース前にはディスプレーや座席を用いてグリーンチャンネルの公開収録やイベントが行われることもあった。

## パブリックビューイング
2006年7月29日に英国アスコット競馬場で行われるキングジョージ6世&クイーンエリザベスダイヤモンドステークスにハーツクライが出走することになり、初めて「エクウスビジョン」を用いたパブリックビューイングを開催した。あわせてトークショーなども行い、盛り上げに華を添えた。この時は予約なしに参加することができた為に、多くの観客が来場する結果となり、入場制限も敷かれた。
これを踏まえて2006年10月1日の仏・凱旋門賞にディープインパクトが出走した際には、プラザエクウス渋谷では事前予約制を導入し、100組200名のみに入場を制限することで混乱を回避した。あわせて、ウインズ後楽園（他、関西地区のウインズ道頓堀）でもパブリックビューイング（こちらは事前予約なし）を行った。

## その他
- 渋谷ビームの1階入口には「竹久夢二 居住跡」の石碑がある。